# Сахарова, Клавдия Фёдоровна
Клавдия Федоровна Сахарова (3 августа 1918, Родники, Иваново-Вознесенская губерния — 13 октября 2002) — советский государственный деятель, инициатор стахановского движения в текстильной промышленности. Прототип главной героини фильма «Светлый путь».

## Биография

### Депутат Верховного Совета СССР
Депутат ВС СССР (Совет Союза от Ивановской области) первого созыва (Избрана 12.12. 1937 г.).
На момент избрания самый молодой в мире член высшего органа государственной власти, а также самый молодой в мире заместитель директора крупного предприятия — Родниковского текстильного комбината.
Указом Президиума Верховного Совета СССР от 7 апреля 1939 года «За перевыполнение плана, за проявленные образцы стахановской работы на предприятиях текстильной промышленности» награждена Орденом Ленина.